# NS Onderhoud & Service

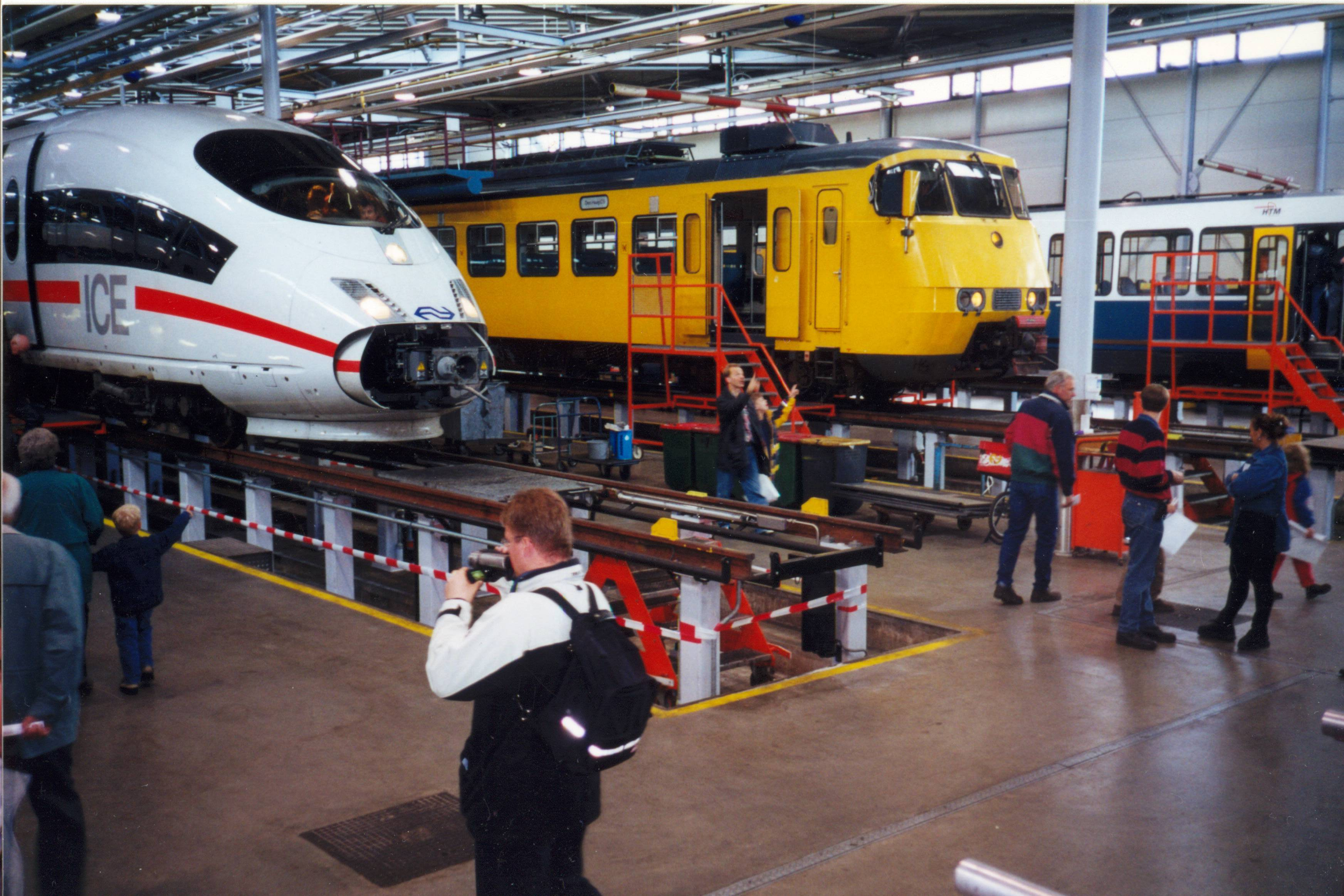
NS O&S-werkplaats Leidschendam tijdens een open dag.

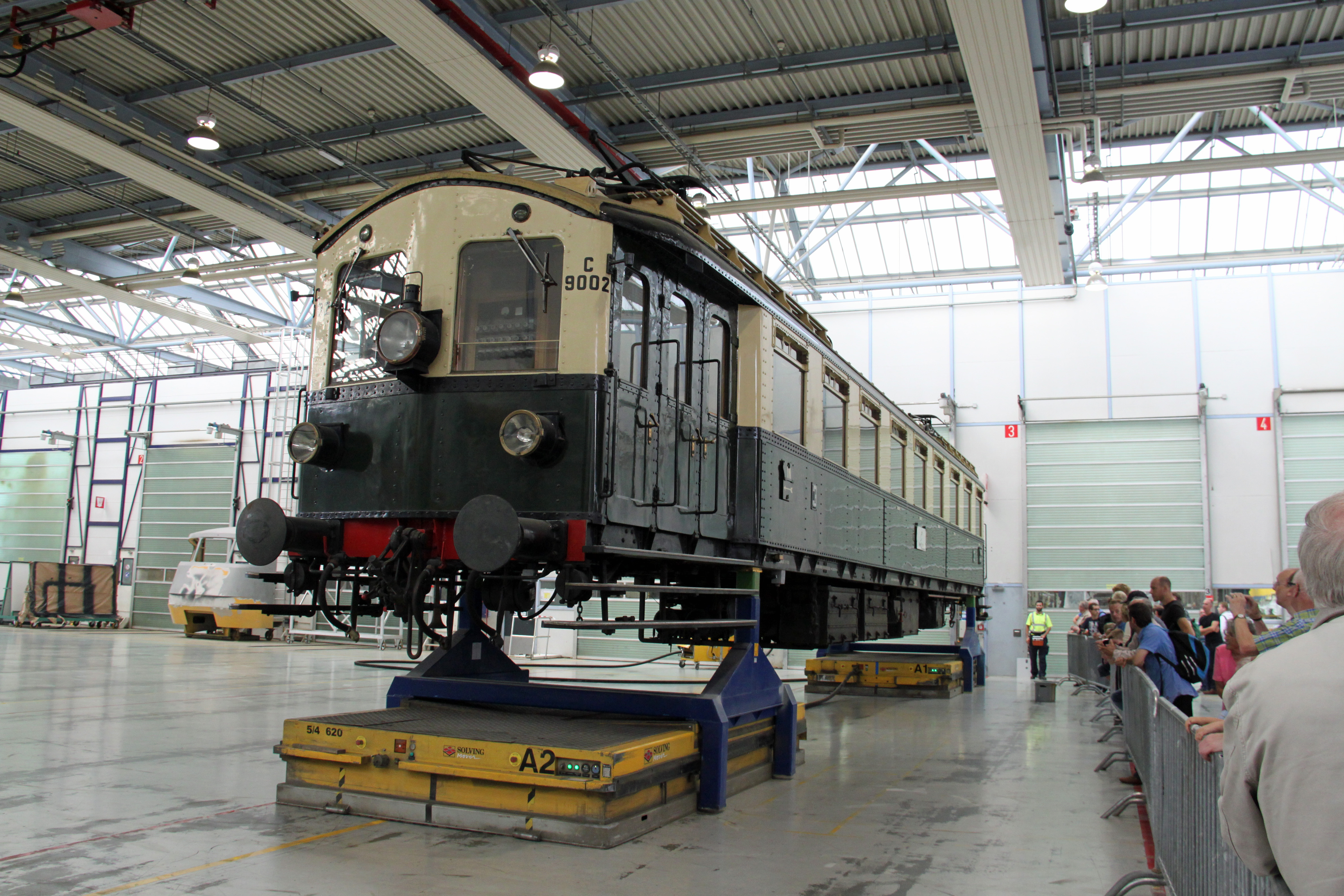
NS O&S luchtkussen te Haarlem.

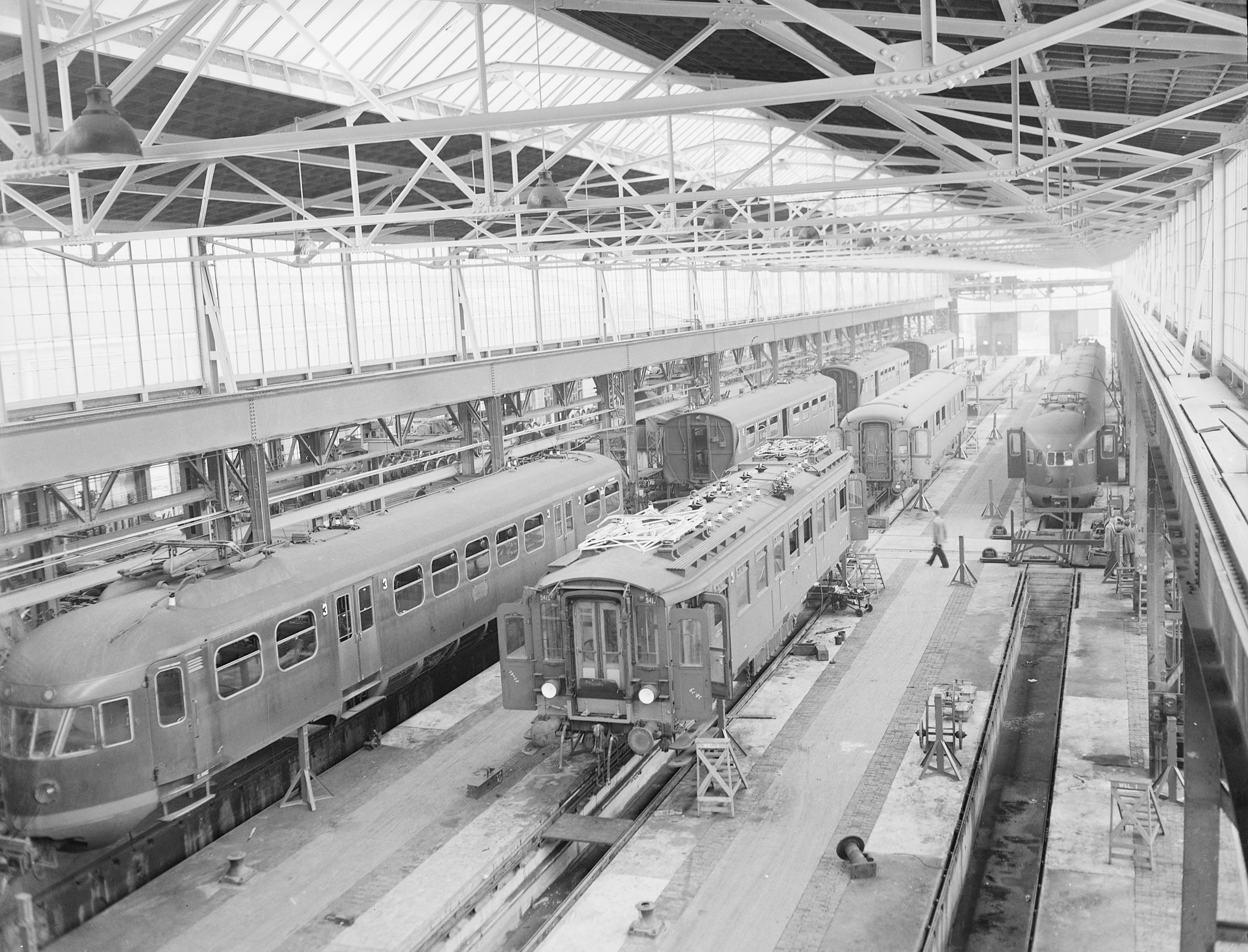
Centrale werkplaats NS Haarlem in 1951

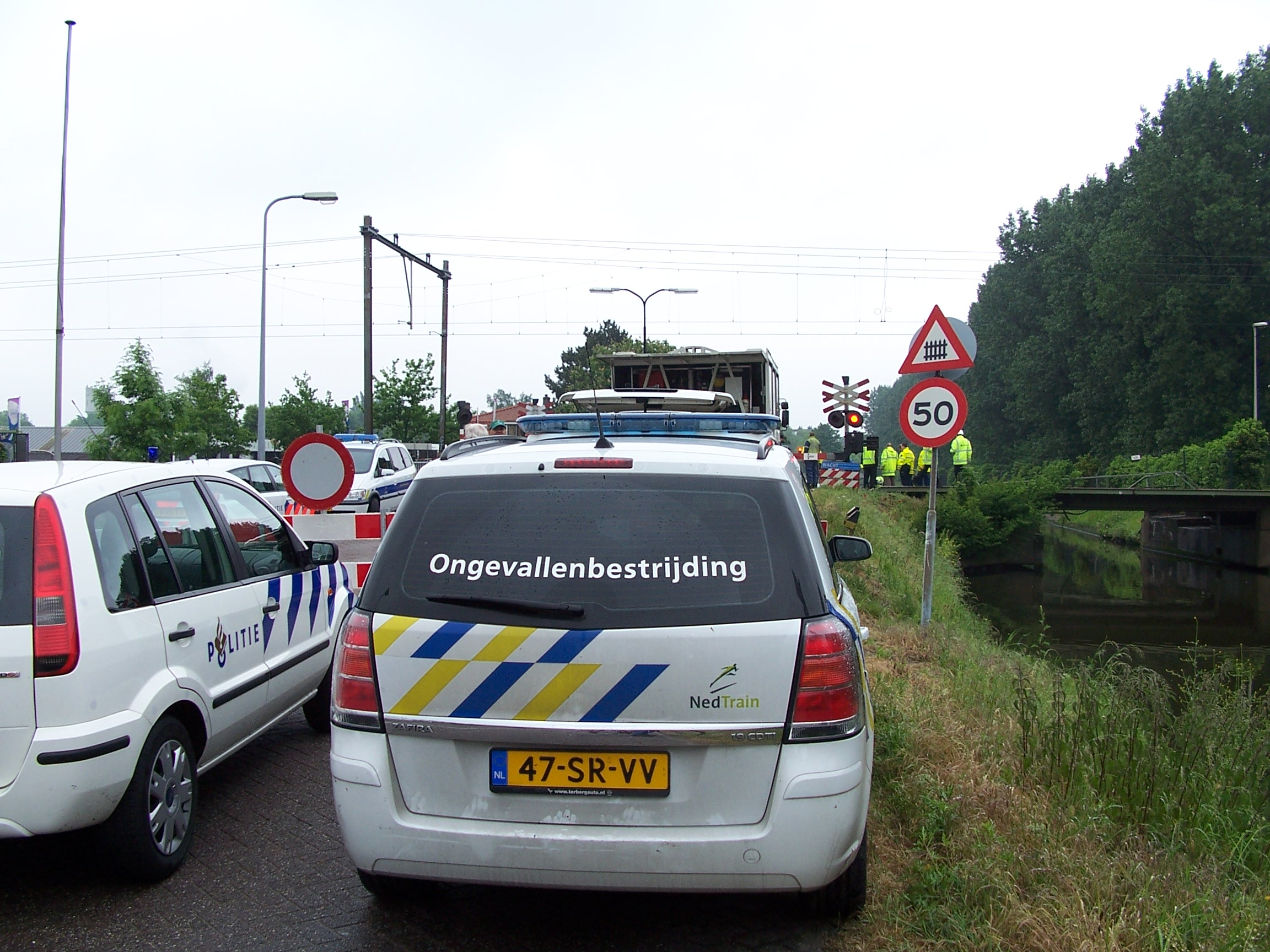
NedTrain aanwezig bij ongevallenbestrijding.

NS Onderhoud & Service is een Nederlands onderhoudsbedrijf van spoorwegmaterieel. Het bedrijf is na de opsplitsing van de Nederlandse Spoorwegen ontstaan, toen de afdeling Materieel & Werkplaatsen en een groot deel van de gronddienst van EP binnen de NS-Groep werd verzelfstandigd tot NS Materieel. In 1999 werd de naam gewijzigd in NedTrain. In 2017 heeft de directie van NS en NedTrain besloten om NedTrain weer te integreren binnen NS. Zo zijn ze duidelijk herkenbaar als 1 bedrijf. Bij NS O&S werken ongeveer 3500 mensen, verspreid over zo'n 35 vestigingen door heel Nederland.
Tot 2006 kende NS O&S de afdeling Consulting. Nedtrain Consulting leverde technisch advies, informatiediensten en onafhankelijke beoordelingen. In 2006 is Nedtrain Consulting overgenomen door Lloyd's Register en in 2015 nam het Engelse bedrijf Ricardo plc de afdeling Transportation van Lloyd's Register over.
NedTrain was tot 1 mei 2009 opdrachtnemer van ProRail die verantwoordelijk is voor de ongevallenbestrijding op het spoor. Met ingang van 1 mei 2009 voert ProRail zelf de taken "Redding en Bestrijding en Vrijbaan Maken" uit op het openbare spoorwegnet in Nederland en ondersteunt de brandweer met kennis, mensen en gereedschappen.
NS O&S voert niet alleen onderhoud uit op NS-treinen, maar ook aan de GTW's van Qbuzz op het traject Merwedelingelijn. Tot februari 2014 onderhield NS O&S ook materieel van andere spoorvervoerders, zoals Spurt-treinstellen van Arriva.

## Vestigingen
Het hoofdkantoor van NS Onderhoud & Service is gevestigd in Utrecht, in Laag Catharijne. NS O&S heeft werkplaatsen in vier categorieën:
- NS Treinmodernisering

Deze afdelingen zijn verantwoordelijk voor de revisie en in sommige gevallen ook modernisering van materieel. Zo zijn bijvoorbeeld de ICM-treinstellen gemoderniseerd, zijn de voormalige DD-AR treinstammen verbouwd tot DDZ-treinstellen, zijn binnenlandse ICRm-rijtuigen gereviseerd om diensten te rijden op de HSL-Zuid en wordt er gewerkt met het moderniseren van VIRM. Deze werkzaamheden worden uitgevoerd door NS Treinmodernisering Haarlem.
- NS Onderhouds- en Servicebedrijven

Op deze locaties wordt dagelijkse controle uitgevoerd aan het materieel. Ook heeft NS O&S op enkele plaatsen wegenwachtdiensten ingericht om problemen door technische mankementen zo snel mogelijk te verhelpen.
Het bedrijf in Leidschendam bevindt zich langs de Hofpleinlijn. Aangezien deze lijn in 2006 werd overgenomen door RandstadRail, werd de locatie onbereikbaar voor NS-treinen. Om het bedrijf toch bereikbaar te houden werd een extra spoor aangelegd, parallel aan het tracé van RandstadRail, dat via de Nootdorpboog aansluit op de spoorlijn Gouda - Den Haag.
- Technische Centra

NS O&S laat sinds januari 2014 vier nieuwe Technische Centra bouwen in Utrecht, Den Haag (Haagse Binckhorst), Nijmegen en Zwolle. Dat zijn werkplaatsen met een putspoor.
- NS Componentenbedrijf

| NS Treinmodernisering                                               | NS Treinmodernisering | NS Treinmodernisering | NS Treinmodernisering |
| Plaats                                                              | Bijzonderheden |                       |                       |
| ------------------------------------------------------------------- | --- | --------------------- | --------------------- |
| Refurbishment en Overhaul (R&O) Haarlem                             | Hoofdwerkplaats Revisiebedrijf. |                       |                       |
| Amersfoort                                                          | Opgeheven en verplaatst naar Rotterdam op 1 januari 2001. |                       |                       |
| Tilburg                                                             | Opgeheven mei 2011 en overgedragen voor ontwikkeling van nieuw stationsgebied Spoorzone Tilburg. Diverse kenmerkende gebouwen hebben een nieuwe invulling. |                       |                       |
| Onderhoudsbedrijven (NS Onderhoud, voorheen Lijnwerkplaatsen)       | |                       |                       |
| Amsterdam (Zaanstraat)                                              | Gesloten, maar diende als opslagplaats en hulpwerkplaats. Werd sinds 2012 gebruikt voor het opleiden van nieuw personeel (TechniekFabriek), maar is in 2016 gesloopt ten behoeve van het nieuwe busplein. |                       |                       |
| Watergraafsmeer                                                     | Werkplaats voor ICE en ICNG |                       |                       |
| Hengelo                                                             | Controle van technische staat en herstellingen. Feitelijk is dit een Technisch Centrum en geen OB. |                       |                       |
| Leidschendam                                                        | |                       |                       |
| Maastricht                                                          | |                       |                       |
| Onnen                                                               | |                       |                       |
| Rotterdam                                                           | Verkocht aan Shunter in 2003 en in 2021 overgenomen door Alstom, dat sindsdien locomotieven en wagons voor goederen en reizigersvervoer repareert en onderhoudt. |                       |                       |
| Zwolle                                                              | Gesloten. Wordt sinds 2012 gebruikt voor het opleiden van nieuw personeel (TechniekFabriek). |                       |                       |
| Service- en onderhoudsbedrijven                                     | |                       |                       |
| Productie-eenheid (PE) SB Randstad Noord                            | |                       |                       |
| Alkmaar                                                             | Fungeert als hoofdlocatie voor de servicebedrijven Den Helder, Hoorn, Hoofddorp, Haarlem (servicebedrijf), Enkhuizen en Alkmaar zelf. De teamleiders van Alkmaar sturen de processen op deze locaties aan. |                       |                       |
| Amsterdam (Watergraafsmeer)                                         | In de Watergraafsmeer is het Besturingscentrum van Servicebedrijf Randstad Noord gevestigd, van hieruit worden de locaties van deze regio aangestuurd. In het Technisch Centrum worden herstelwerkzaamheden en dagelijkse controles aan diverse materieeltypen verricht. In het SB deel worden de werkzaamheden reiniging van treinstellen, controle van technische staat en herstellen van defecten gedaan aan zowel nationaal als internationaal materieel. |                       |                       |
| Amsterdam Westhaven                                                 | Hier worden de werkzaamheden reiniging van treinstellen, controle van technische staat en herstellen van defecten gedaan aan zowel nationaal als internationaal materieel. Er is ook een hoogwerker aanwezig. |                       |                       |
| Den Helder                                                          | |                       |                       |
| Enkhuizen                                                           | |                       |                       |
| Haarlem                                                             | |                       |                       |
| Hoofddorp                                                           | |                       |                       |
| Hoorn                                                               | |                       |                       |
| Productie-eenheid (PE) SB Randstad Zuid                             | |                       |                       |
| Amersfoort (Bokkeduinen)                                            | Hier worden herstelwerkzaamheden en dagelijkse controles aan diverse materieeltypen verricht. Hier is ook een Universeel Herstel Punt (UHP) aanwezig. |                       |                       |
| Utrecht (Cartesiusweg (CTW), Landstraat en Opstelterrein Zuid (OZ)) | Hier worden de werkzaamheden reiniging van treinstellen, controle van technische staat en kleine herstellen van defecten gedaan. Op de CTW is tevens een Technisch Centrum en een TWI aanwezig. |                       |                       |
| Rotterdam Tuin                                                      | Hier worden de werkzaamheden reiniging van treinstellen, controle van technische staat en kleine herstellen van defecten gedaan. |                       |                       |
| Den Haag Binckhorst                                                 | Hier worden de werkzaamheden reiniging van treinstellen, controle van technische staat en kleine herstellen van defecten gedaan. Tevens is hier een Technisch Centrum aanwezig. |                       |                       |
| Dordrecht                                                           | Hier worden de werkzaamheden reiniging van treinstellen, controle van technische staat en kleine herstellen van defecten gedaan. Tevens is hier een Technisch Centrum aanwezig. |                       |                       |
| Productie-eenheid (PE) SB Noord-Oost                                | |                       |                       |
| Groningen de Vork                                                   | Hier worden de werkzaamheden reiniging van treinstellen, controle van technische staat en herstellen van defecten gedaan. Er is ook een Universeel Herstel Punt (UHP) aanwezig. |                       |                       |
| Leeuwarden                                                          | Hier worden de werkzaamheden reiniging van treinstellen, controle van technische staat en kleine herstellen van defecten gedaan. |                       |                       |
| Zwolle                                                              | RGS: Hier worden de werkzaamheden reiniging van treinstellen, controle van technische staat en herstellen van defecten gedaan. Er is ook een hoogwerker aanwezig. Oosterhaven: Opstel van materieel, controlebeurten en er staat een Trein Was Installatie (TWI) |                       |                       |
| Arnhem Berg                                                         | Hier worden de werkzaamheden reiniging van treinstellen, controle van technische staat en herstellen van defecten gedaan. Er is ook een hoogwerker en een TWI aanwezig. |                       |                       |
| Arnhem Goederen (AhgoNS)                                            | NS heeft hier een opstelterrein voor 220 bakken welke op strategische voorraad staan of op verkoop of sloop staan te wachten. |                       |                       |
| Nijmegen                                                            | Hier worden de werkzaamheden reiniging van treinstellen, controle van technische staat en herstellen van defecten gedaan. Er zijn hier twee hoogwerkers en 2 werkputten aanwezig en er is een TWI. |                       |                       |
| Enschede                                                            | Hier worden de werkzaamheden reiniging van treinstellen, controle van technische staat en herstellen van defecten gedaan. |                       |                       |
| Zutphen                                                             | Hier worden de werkzaamheden reiniging van treinstellen, controle van technische staat en herstellen van defecten gedaan. Er is ook een hoogwerker aanwezig. |                       |                       |
| Hengelo                                                             | Technisch Centrum en Servicebedrijf. Het TC wordt momenteel voornamelijk gebruikt voor het ontmantelen van uitlopend materieel (ICM), In 2025 krijgt Hengelo ook 2 servicesporen voor het behandelen van materieel. Hengelo is ook een opstellocatie voor materieel. |                       |                       |
| Productie-eenheid (PE) SB Zuid                                      | |                       |                       |
| Eindhoven                                                           | Er wordt controle van en service aan de treinen gedaan. Tevens is hier een TC aanwezig, een kuilwielenbank en een TWI. |                       |                       |
| Roosendaal                                                          | Bij dit servicebedrijf hoort de locatie Vlissingen, De werknemers in Vlissingen worden aangestuurd door de procesleider van Roosendaal. |                       |                       |
| Vlissingen                                                          | De werknemers in Vlissingen worden aangestuurd door de procesleider van Roosendaal. Er wordt controle van en service aan de treinen gedaan. |                       |                       |
| Breda                                                               | Opstellocatie |                       |                       |
| Weerd                                                               | Opstellocatie |                       |                       |
| Den Bosch                                                           | Er wordt controle van en service aan de treinen gedaan. |                       |                       |
| Venlo                                                               | Er wordt controle van en service aan de treinen gedaan. |                       |                       |
| Heerlen                                                             | Er wordt controle van en service aan de treinen gedaan. |                       |                       |
| Maastricht                                                          | Er wordt controle van en service aan de treinen gedaan. |                       |                       |
| A- en B controles                                                   | |                       |                       |
| Arnhem                                                              | Hier worden A- en B-controles uitgevoerd. Daarnaast worden hier herstelwerkzaamheden aan het materieel verricht. |                       |                       |
| Nijmegen                                                            | Hier vinden A- en B-controles plaats. Daarnaast worden herstelwerkzaamheden aan het materieel verricht. |                       |                       |
| Andere locaties                                                     | |                       |                       |
| Amsterdam                                                           | Onderhoudsbedrijf (Watergraafsmeer): Speciaal geopend voor de hogesnelheidstreinen die over de HSL-Zuid rijden. Sinds 14 december 2014 ook rangeren, reinigen en controle voor de Beneluxtrein en InterCity Berlijn. |                       |                       |
| Den Haag (Binckhorst)                                               | Controle en reiniging. Strategisch gelegen bij Den Haag Centraal en Hollands Spoor. Van februari 2013 tot 13 december 2014 ook rangeren, reinigen en controle voor de Intercity Den Haag-Brussel. Na deze datum is het werk naar de Watergraafsmeer verplaatst. |                       |                       |
| Eindhoven                                                           | Hier worden de werkzaamheden reiniging van treinstellen, controle van technische staat en herstellen van defecten gedaan. |                       |                       |
| Enschede                                                            | Hier worden de werkzaamheden reiniging van treinstellen, controle van technische staat en herstellen van defecten gedaan. |                       |                       |
| Heerlen                                                             | |                       |                       |
| Hengelo                                                             | Technisch Centrum, tevens wordt hier onderhoud gegeven aan DM'90 van NS-R en de Lint41-treinstellen van Syntus |                       |                       |
| 's-Hertogenbosch                                                    | |                       |                       |
| Leidschendam                                                        | Onderhoudsbedrijf, onderhoudt en repareert sinds 1908 (elektrische) treinstellen. |                       |                       |
| Lelystad                                                            | |                       |                       |
| Maastricht                                                          | Onderhoudsbedrijf, onderhoudt en herstelt locomotieven, treinstellen en rijtuigen van diverse vervoerders. |                       |                       |
| Rotterdam (Centraal Station)                                        | |                       |                       |
| Tilburg                                                             | Het revisiebedrijf Tilburg werd in 2011 gesloten en verhuisd naar Berkel-Enschot. |                       |                       |
| Venlo                                                               | |                       |                       |
| Zwolle                                                              | Wordt sinds 2012 gebruikt voor het opleiden van nieuw personeel (TechniekFabriek). |                       |                       |
| Zwolle (Oosterhaven)                                                | |                       |                       |
| Zutphen                                                             | Hier worden de werkzaamheden reiniging van treinstellen, controle van technische staat en herstellen van defecten gedaan. |                       |                       |
| Componentenbedrijf                                                  | |                       |                       |
| Berkel-Enschot                                                      | Wordt sinds 2011 gebruikt als componenten herstelbedrijf. |                       |                       |